# 锈枝红豆
锈枝红豆（学名：Ormosia ferruginea）为豆科红豆属下的一个种。

## 扩展阅读
- 維基物種上的相關：锈枝红豆